# Robb Flynn

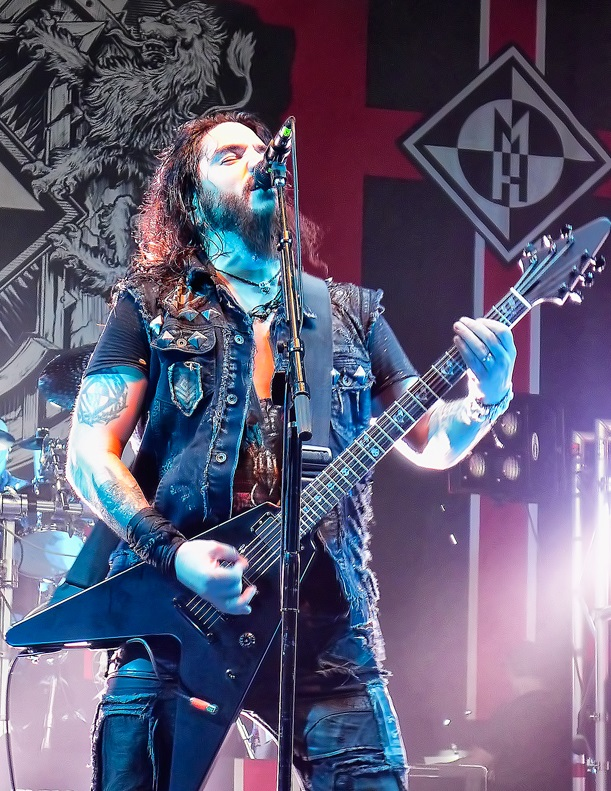
Robb Flynn (2014)

Robert Conrad „Robb“ Flynn (* 19. Juli 1967 in Oakland, Kalifornien als Lawrence Matthew Cardine) ist ein US-amerikanischer Gitarrist und Sänger. Er ist Frontmann und Mitgründer der Metal-Band Machine Head und spielte zuvor bei Forbidden und Vio-lence.

## Leben
Robb Flynn wurde als Lawrence Matthew Cardine geboren und im Alter von sechs Monaten zur Adoption gegeben. Seine leiblichen Eltern hat er seitdem nie wieder gesehen. Von seinen Adoptiveltern erhielt er seinen heutigen Namen. Flynn wuchs zunächst in San Lorenzo und später in Fremont auf. Im Alter von fünf Jahren wurde Flynn von einem Mitglied seiner Familie missbraucht. Flynn besuchte die American High School in Fremont und galt dort als Unruhestifter und schwänzte regelmäßig den Unterricht, um in der Garage seiner Adoptiveltern Musik zu machen. Als junger Erwachsener konsumierte Flynn große Mengen Alkohol und andere Drogen. Kurz vor der Veröffentlichung des ersten Machine-Head-Albums Burn My Eyes setzte er sich eine Überdosis Heroin und überlebte nur knapp. Ende der 1990er Jahre absolvierte Flynn eine Therapie und begann daraufhin, seine persönlichen Probleme in seinen Texten zu verarbeiten. Zudem litt er unter Bulimie. Flynn ist seit dem Jahre 2000 verheiratet und hat zwei Söhne. Im November 2012 mussten Machine Head mehrere Konzerte absagen, da sich Flynn einer Notoperation wegen einer Leistenhernie unterziehen musste.

## Karriere

### Forbidden Evil
Während seiner Zeit an der High School begann Flynn mit dem Gitarrespielen und schloss sich später der Band Forbidden Evil an, die sich später in Forbidden umbenannten. Unmittelbar bevor Forbidden ins Studio gingen, um ihr Debütalbum Forbidden Evil aufzunehmen, verließ Flynn die Band und schloss sich der Band Vio-lence an. Er war der Meinung, das Vio-lence die bessere Band sei und dass er mit dieser Band mehr erreichen könne. Mit „Chalice of Blood“, „Forbidden Evil“ und „As Good as Dead“ sind auf Forbidden Evil drei Kompositionen von Flynn vertreten. Zu dieser Zeit wohnte er zusammen mit Paul Bostaph in einer Wohnung und stand ständig unter Drogen wie zum Beispiel Speed.

### Vio-lence

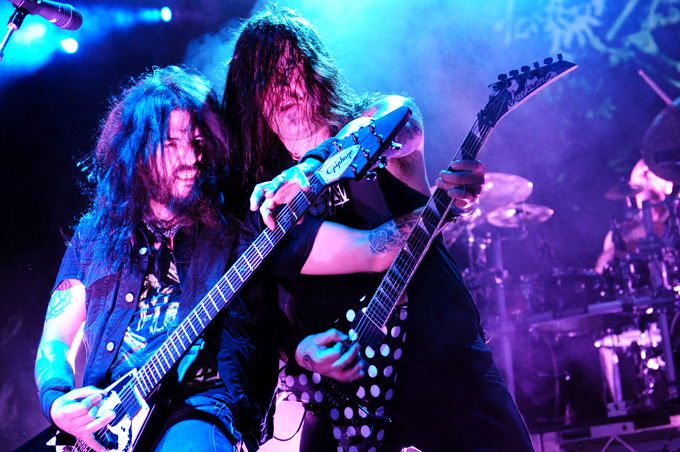
Flynn (links) und Phil Demmel 2012

Als Flynn bei Vio-lence einstieg, war das Material für das Debütalbum Eternal Nightmare bereits geschrieben. In einem Interview erinnerte sich Flynn, dass ihm seine Bandkollegen, darunter der spätere Machine-Head-Gitarrist Phil Demmel, deutlich machten, dass Flynn der Neue sei und sich in Sachen Songwriting erst einmal zurückhalten solle. Für das von Flynn geschriebene Lied „Calling in the Coroner“ bekam er keine Credits. Eternal Nightmare verkaufte sich etwa 30.000 Mal. An dem zweiten Studioalbum Oppressing the Masses hatte Flynn einen größeren Anteil. Da Oppressing the Masses sich schlechter verkaufte als das Vorgängeralbum, verlor Vio-lence den Plattenvertrag. Die Band unterschrieb bei Megaforce Records, die Vio-lence mehr in Richtung Rock und Grunge drängte. Als seine Bandkollegen das von Flynn geschriebene Lied „Blood for Blood“ ablehnten, gründete Flynn seine eigene Band Machine Head. Drei Wochen später geriet Flynn mit zwei Freunden in eine Massenschlägerei mit einer in Oakland berüchtigten Gang. Einer von Flynns Freunden stach einige Angreifer mit einem Messer nieder. Da die Gangmitglieder wussten, dass Flynn bei Vio-lence spielte, drohten sie unmittelbar vor einem Vio-lence-Konzert dem Klubbesitzer an, während des Konzerts Handgranaten auf die Bühne zu werfen. Flynn verließ die Band und konnte seine Wohnung in den nächsten Monaten nur noch vermummt verlassen.

### Machine Head
Gemeinsam mit seinem Freund, dem Bassisten Adam Duce, beschloss Flynn am 12. Oktober 1991 nach einem Metallica-Konzert, dass aus dem Projekt Machine Head eine richtige Band werden sollte. Duces Freund Logan Mader und der Schlagzeuger Tony Constanza komplettierten die erste Bandbesetzung. Mit Machine Head veröffentlichte Flynn neun Studioalben, die weltweit über 2,4 Millionen Mal verkauft wurden. Seit dem im Jahre 2003 veröffentlichten Album Through the Ashes of Empires produziert er die Alben seiner Band. Im Jahre 2007 wurde das Lied „Aesthetics of Hate“ für den Grammy in der Kategorie Best Metal Performance nominiert. Ende 2008 verließ Flynn seine Band kurzzeitig, nachdem es zu einem Streit zwischen ihm und Adam Duce kam. Mit Hilfe einer Therapeutin arbeiteten beide ihre Probleme miteinander auf.

### Weitere Projekte
1994 gehörte Flynn kurzzeitig dem musikalischen Projekt Sexoturica an, in dem unter anderem der ehemalige Metallica-Bassist Jason Newsted und der Sepultura-Gitarrist Andreas Kisser aktiv waren. Außerdem spielte Flynn in der Band Quarteto de Pinga. Über seine Rolle in dieser Band ist jedoch nur wenig bekannt. Auf dem Homevideo Live Intrusion der Band Slayer, das im Jahre 1995 erschien, ist Flynn bei dem Lied „Witching Hour“, eine Coverversion des Venom-Liedes, als Sänger und Gitarrist zu hören. Im Jahre 2005 veröffentlichten Roadrunner Records anlässlich ihres 25-jährigen Bestehens die Kompilation Roadrunner United, für das Flynn neben Joey Jordison, Matthew Heafy und Dino Cazares als so genannte „Team captains“ auserwählt wurde. Flynn schrieb und produzierte vier Lieder und ist bei dem Lied „The Dagger“ als Sänger und Gitarrist zu hören. Im Jahre 2018 produzierte Flynn das sechste Studioalbum der Band Sworn Enemy. Nachdem 2019 Decapitated Gründer und Gitarrist Waclaw „Vogg“ Kieltyka zugleich Mitglied in Machine Head geworden war, beteiligte sich Flynn beim Gesang für den Song Iconoclast, Opener des 2022 erschienenen Decapitated-Albums Cancer Culture (Nuclear Blast). Er ist auch im dazugehörigen Musikvideo zu sehen.

## Auszeichnungen

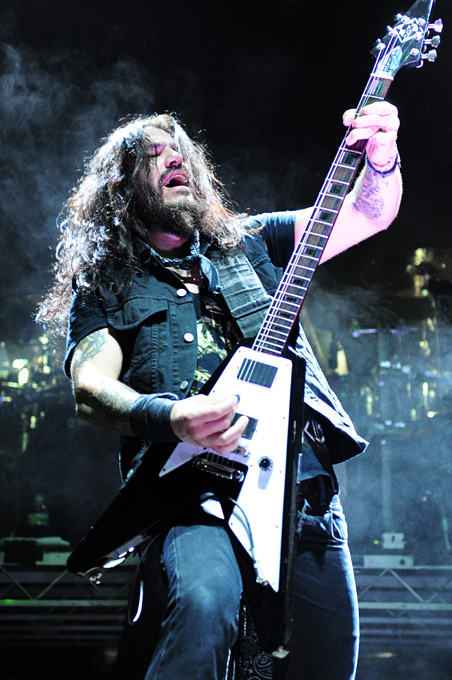
Flynn im Jahr 2012

Metal Hammer Golden Gods Awards
- 2007: Golden God Award[10]
- 2012: Riff Lord Award[11]

## Diskografie
mit Vio-lence
- 1988: Eternal Nightmare
- 1990: Oppressing the Masses

mit Machine Head
siehe Machine Head/Diskografie